# 福島県立喜多方商業高等学校
福島県立喜多方商業高等学校（ふくしまけんりつきたかたしょうぎょうこうとうがっこう）は福島県喜多方市に所在していた県立商業高等学校。

## 概要
喜多方市内の県立高校としては、設立がもっとも古い学校であった。1963年に分離した工業系学科を有していた福島県立喜多方工業高等学校と2010年に再び統合する際に新設の福島県立喜多方桐桜高等学校に統合されることになったため廃校となった。

## 設置学科
- 全日制課程
  - ビジネス実務科
  - 情報システム科

## 沿革
- 1915年(大正3年）4月1日 修業年限2か年の町立喜多方商業補習学校を喜多方尋常高等小学校に付設する
- 1922年（大正11年）4月1日 町立喜多方商業学校（乙種商業学校・修業年限3か年・定員150名）設立認可

　　同日喜多方商業補習学校を廃止する 
- 1922年（大正11年）4月20日 開校式を挙行
- 1926年（大正15年）12月11日 喜多方町字坂井道上5435の4に新校舎落成に就き移転する
- 1936年（昭和11年）4月1日 修業年限5か年の甲種商業学校となる
- 1944年（昭和19年）3月15日 福島県喜多方工業学校（修業年限4か年・定員400名）設立

　　喜多方商業学校生徒募集停止認可 
- 1946年（昭和21年）3月13日 福島県喜多方商業学校及び工業学校廃止

　　福島県喜多方商工学校（修業年限5か年・定員商業科500名、電気科200名）設立認可　 
- 1947年（昭和22年）4月1日 県立移管
- 1948年（昭和23年）4月1日 福島県立喜多方商工高等学校に組織変更（修業年限3か年・定員商業科300名、電気科150名）
- 1952年（昭和27年）4月1日 商業科女子生徒募集、商業科男女共学となる
- 1954年（昭和29年）10月15日 創立40周年記念式典を挙行
- 1956年（昭和31年）2月16日 電気通信課程設置認可（工業科定員電気科120名、電気通信科120名）
- 1961年（昭和36年）2月   体育館落成
- 1963年（昭和38年）4月1日 工業科生徒募集停止、商業科学級及び定員増加（定員1学年5学級275名）
- 1963年（昭和38年）4月1日 福島県立喜多方商業高等学校に改称、工業科生徒3年生（電気科43名、電気通信科45名）福島県立喜多方工業高等学校へ移籍編入される
- 1964年（昭和39年）10月30日 創立50周年記念式典を挙行
- 1969年（昭和44年）10月7日 校舎落成、創立55周年記念式典を挙行
- 1970年（昭和45年）4月1日 小学科制を採用、学科改編による事務科2学級設置認可（定員商業科141名、事務科94名　計235名）
- 1974年（昭和49年）10月31日 創立60周年記念式典を挙行
- 1981年（昭和56年）3月   募集定員変更（定員商業科135名、事務科45名　計180名）
- 1983年（昭和58年）3月9日 校舎増築落成（大会議室・被服室・音楽室）571m²
- 1983年（昭和58年）3月   推薦入学制実施

　　情報処理教育設備（小型コンピュータ）の更新増設 
- 1984年（昭和59年）9月7日 創立70周年記念式典を挙行
- 1985年（昭和60年）10月1日 宿日直代行員制度より機械警備による学校警備に移行
- 1985年（昭和60年）11月14日 校長校舎新築
- 1985年（昭和60年）11月29日 部室新設
- 1985年（昭和60年）12月18日 屋外便所新設
- 1986年（昭和61年）4月1日 事務科の募集停止
- 1986年（昭和61年）12月6日 バックネット新設
- 1987年（昭和62年）11月20日 体育倉庫新設
- 1988年（昭和63年）3月10日 パソコン室設置（パソコンFMR50　25台購入）
- 1989年（平成元年）11月18日 校舎北側サッシ、その他の補修工事
- 1989年（平成元年）12月7日 ワープロ室設置（ワープロキャノワード4100　46台購入）
- 1990年（平成2年）3月30日 灯油管取替工事
- 1990年（平成2年）3月31日 ワープロ（キャノワード4100）2台購入
- 1990年（平成2年）4月1日 類型制（商業科Ⅰ型、Ⅱ型）の実施
- 1990年（平成2年）12月3日 体育館サッシ取替工事
- 1990年（平成2年）12月31日 高圧気中開閉器取替工事
- 1992年（平成4年）1月28日 校舎内部塗装工事
- 1992年（平成4年）4月1日 小学科制を採用、学科改編により情報会計科2学級設置認可（定員商業科90名、情報会計科90名　計180名）

　　制服を改定し、新入生から男女ともブレザー着用 
- 1994年（平成6年）3月11日 情報処理室改造工事
- 1994年（平成6年）3月16日 中型コンピュータシステム設置（富士通M-1400／5C1台、FMR-280E4　47台）
- 1994年（平成6年）3月28日 パソコン・ワープロ設置3教室冷房工事
- 1994年（平成6年）10月28日 創立80周年記念式典を挙行
- 1994年（平成6年）11月9日 文部省指定高等学校生徒指導研究発表会開催
- 1994年（平成6年）12月1日 管理棟大規模改造工事（屋上防水・窓枠・外壁改修）完了
- 1995年（平成7年）4月1日 校訓制定
- 1996年（平成8年）2月9日 教室棟大規模改造1期工事（内部、設備等改修）完了
- 1996年（平成8年）3月19日 和室屋根塗装工事完了
- 1996年（平成8年）3月25日 体育館渡廊下改修工事完了
- 1996年（平成8年）4月1日 募集定員変更（定員商業科80名、情報会計科80名　計160名）
- 1996年（平成8年）11月29日 教室棟大規模改造2期工事（内部、設備等改修）完了
- 1996年（平成8年）12月27日 格技場屋根葺替工事完了
- 1998年（平成10年）1月19日 管理棟大規模改造1期工事（内部、設備等改修）完了
- 1998年（平成10年）6月9日 同窓会館（545.48m²）及び敷地（450.90m²）寄附受納
- 1998年（平成10年）8月31日 ワープロ41台購入（富士通FMVIDX）
- 1998年（平成10年）11月1日 パソコン41台導入（レンタル）
- 2001年（平成13年）3月28日 校内LAN工事完了
- 2001年（平成13年）12月1日 情報処理実習室教育用コンピュータ45台更新
- 2003年（平成15年）4月1日 学科名・募集定員変更（定員ビジネス実務科80名、情報システム科40名　計120名）
- 2004年（平成16年）10月9日 創立90周年記念式典を挙行
- 2004年（平成16年）12月1日 パソコン室教育用コンピュータ 45台更新
- 2006年（平成18年）11月   情報処理実習室教育用コンピュータ45台更新
- 2010年（平成22年）3月19日　閉校式が行われ、96年の歴史に幕を下ろす
- 2010年（平成22年）4月　福島県立喜多方工業高等学校と合併、統合高校の福島県立喜多方桐桜高等学校開校

## 交通
- JR磐越西線喜多方駅下車、徒歩約15分

## 著名な出身者
- 大塚清六 - イラストレーター
- 五味武 - ジャーナリスト、実業家、映画製作者